# Далі (місто)
Далі (кит. 大理 市 Dàlǐ shì; байська: Darl • lit; хані:  Dafli ) - міський повіт у китайській провінції Юньнань, розташований між горою Цаншань (на заході) і озером Ерхай (на сході). Центр Далі-Байської автономної префектури. Населення - 496 361 жит. (1999).

## Клімат
Місто знаходиться у зоні, котра характеризується океанічним кліматом субтропічних нагір'їв. Найтепліший місяць — червень із середньою температурою 20 °C (68 °F). Найхолодніший місяць — січень, із середньою температурою 7.8 °С (46 °F).
| Клімат Старого міста Далі | Клімат Старого міста Далі | Клімат Старого міста Далі | Клімат Старого міста Далі | Клімат Старого міста Далі | Клімат Старого міста Далі | Клімат Старого міста Далі | Клімат Старого міста Далі | Клімат Старого міста Далі | Клімат Старого міста Далі | Клімат Старого міста Далі | Клімат Старого міста Далі | Клімат Старого міста Далі | Клімат Старого міста Далі |
| Показник                  | Січ.                      | Лют.                      | Бер.                      | Квіт.                     | Трав.                     | Черв.                     | Лип.                      | Серп.                     | Вер.                      | Жовт.                     | Лист.                     | Груд.                     | Рік                       |
| Середній максимум, °C     | 15                        | 16                        | 19                        | 22                        | 25                        | 24                        | 24                        | 24                        | 23                        | 21                        | 18                        | 15                        | 20                        |
| Середня температура, °C   | 8                         | 10                        | 13                        | 16                        | 18                        | 20                        | 20                        | 19                        | 18                        | 15                        | 12                        | 9                         | 14                        |
| Середній мінімум, °C      | 2                         | 4                         | 6                         | 9                         | 12                        | 16                        | 16                        | 15                        | 14                        | 11                        | 6                         | 3                         | 9                         |
| Норма опадів, мм          | 16                        | 27                        | 32                        | 23                        | 64                        | 176                       | 179                       | 219                       | 158                       | 113                       | 34                        | 14                        | 1056                      |
| ------------------------- | ------------------------- | ------------------------- | ------------------------- | ------------------------- | ------------------------- | ------------------------- | ------------------------- | ------------------------- | ------------------------- | ------------------------- | ------------------------- | ------------------------- | ------------------------- |
| Джерело: Weatherbase      |                           |                           |                           |                           |                           |                           |                           |                           |                           |                           |                           |                           |                           |

| Клімат Нового міста Далі | Клімат Нового міста Далі | Клімат Нового міста Далі | Клімат Нового міста Далі | Клімат Нового міста Далі | Клімат Нового міста Далі | Клімат Нового міста Далі | Клімат Нового міста Далі | Клімат Нового міста Далі | Клімат Нового міста Далі | Клімат Нового міста Далі | Клімат Нового міста Далі | Клімат Нового міста Далі | Клімат Нового міста Далі |
| Показник                 | Січ.                     | Лют.                     | Бер.                     | Квіт.                    | Трав.                    | Черв.                    | Лип.                     | Серп.                    | Вер.                     | Жовт.                    | Лист.                    | Груд.                    | Рік                      |
| Абсолютний максимум, °C  | 22                       | 20                       | 25                       | 30                       | 31                       | 32                       | 30                       | 27                       | 30                       | 25                       | 22                       | 22                       | 32                       |
| Середній максимум, °C    | 15                       | 15                       | 19                       | 23                       | 24                       | 25                       | 25                       | 23                       | 23                       | 20                       | 18                       | 16                       | 21                       |
| Середня температура, °C  | 8                        | 9                        | 12                       | 16                       | 18                       | 20                       | 21                       | 19                       | 18                       | 15                       | 12                       | 9                        | 15                       |
| Середній мінімум, °C     | 2                        | 4                        | 6                        | 10                       | 12                       | 16                       | 17                       | 16                       | 14                       | 11                       | 6                        | 3                        | 10                       |
| Абсолютний мінімум, °C   | −2                       | −2                       | 0                        | 2                        | 7                        | 10                       | 12                       | 1                        | 7                        | 3                        | 1                        | −2                       | −2                       |
| Норма опадів, мм         | 30                       | 40                       | 80                       | 30                       | 100                      | 220                      | 260                      | 240                      | 180                      | 120                      | 20                       | 0                        | 1380                     |
| Днів з дощем             | 2                        | 5                        | 10                       | 9                        | 11                       | 19                       | 21                       | 21                       | 17                       | 13                       | 5                        | 1                        | 140                      |
| Вологість повітря, %     | 51                       | 51                       | 48                       | 49                       | 59                       | 74                       | 80                       | 82                       | 79                       | 77                       | 64                       | 60                       | 65                       |
| ------------------------ | ------------------------ | ------------------------ | ------------------------ | ------------------------ | ------------------------ | ------------------------ | ------------------------ | ------------------------ | ------------------------ | ------------------------ | ------------------------ | ------------------------ | ------------------------ |
| Джерело: Weatherbase     |                          |                          |                          |                          |                          |                          |                          |                          |                          |                          |                          |                          |                          |

## Історія

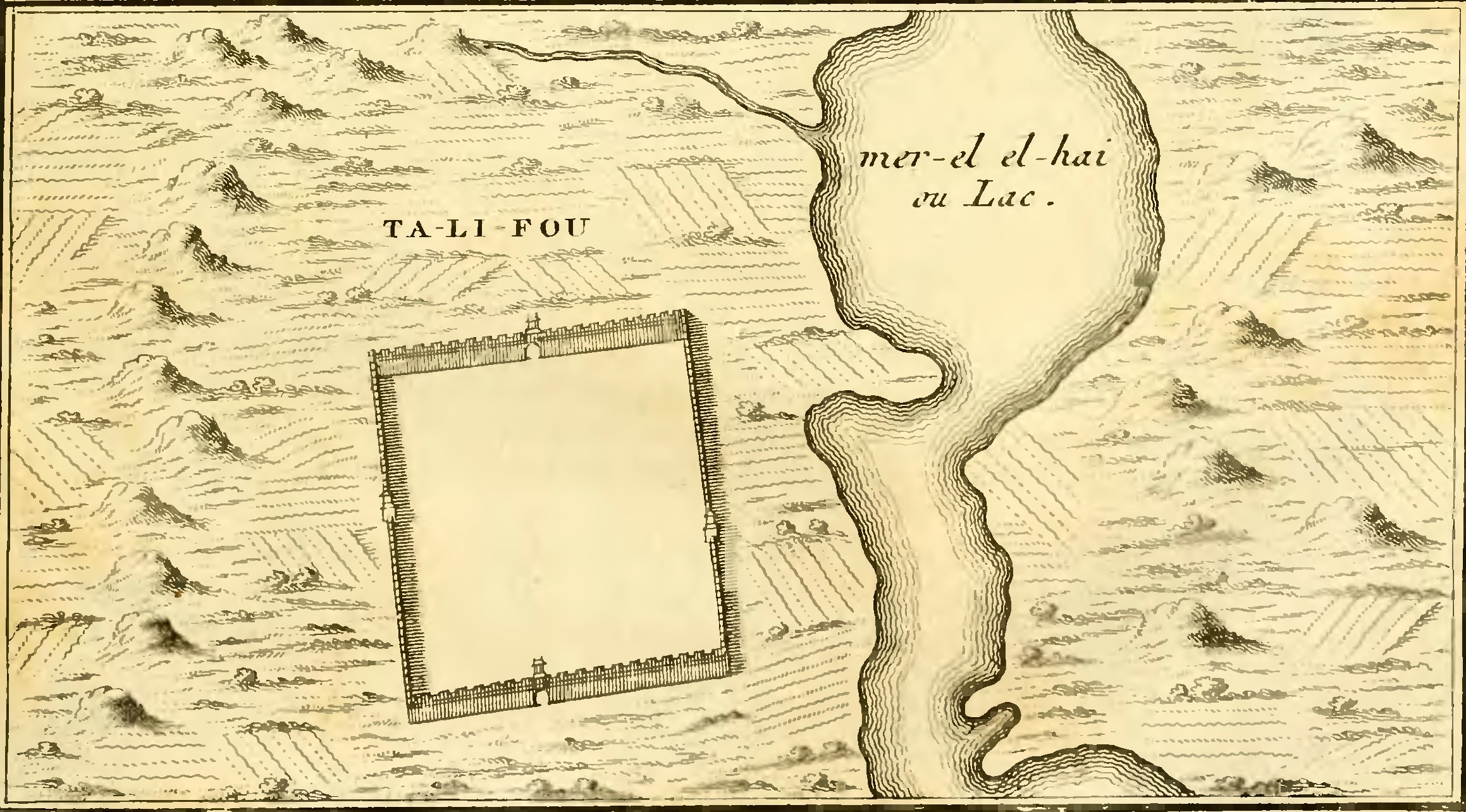
Французька карта Далі в 18 столітті

У давнину Далі - столиця байської держави Наньчжао, розквіт якої припадає на VIII - IX століття, а потім царства Далі (937 - 1253 років). Про колишнє значення міста свідчать величні пам'ятники старовини, серед яких виділяється ансамбль Трьох пагод. Нове місто було побудоване на північ від старого за указом мінського імператора Хун'у в XIV столітті.
Далі знаходиться в області південного Китаю, населеній мусульманами. У 1856-1863 Далі став осередком пантхайського повстання мусульман проти Цінської імперії.
У 1925 році місто було сильно пошкоджене під час Далійського землетрусу, загинуло більше 5 000 чоловік. 
Як багато стародавніх міст Китаю, Далі має форму квадрата і обнесене міською стіною. Сьогодні Далі це один з головних центрів туризму в провінції Юньнань, популярне як серед жителів Китаю, так і серед іноземців.

## Старе і нове місто

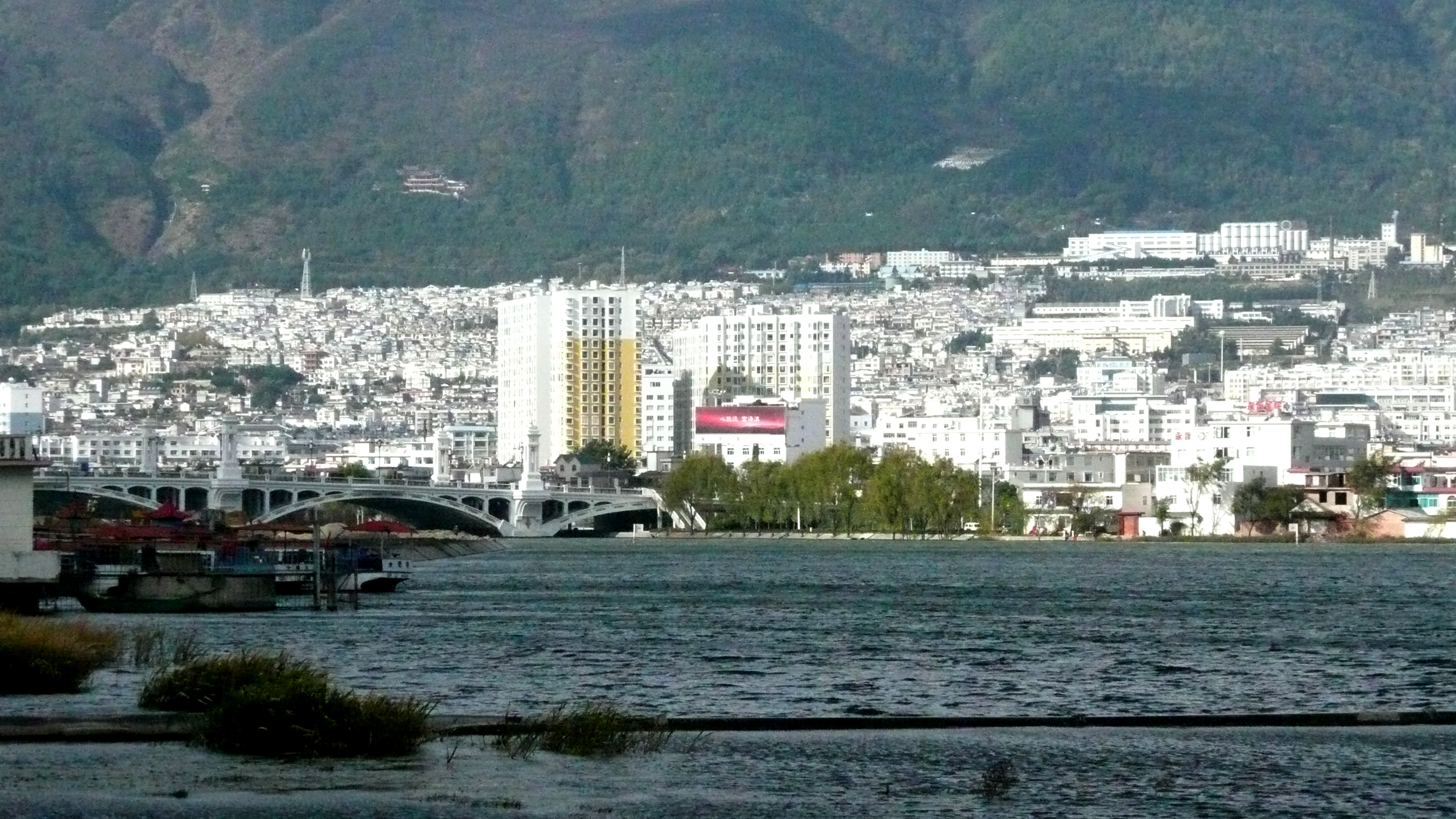
Вид міста Сягуань

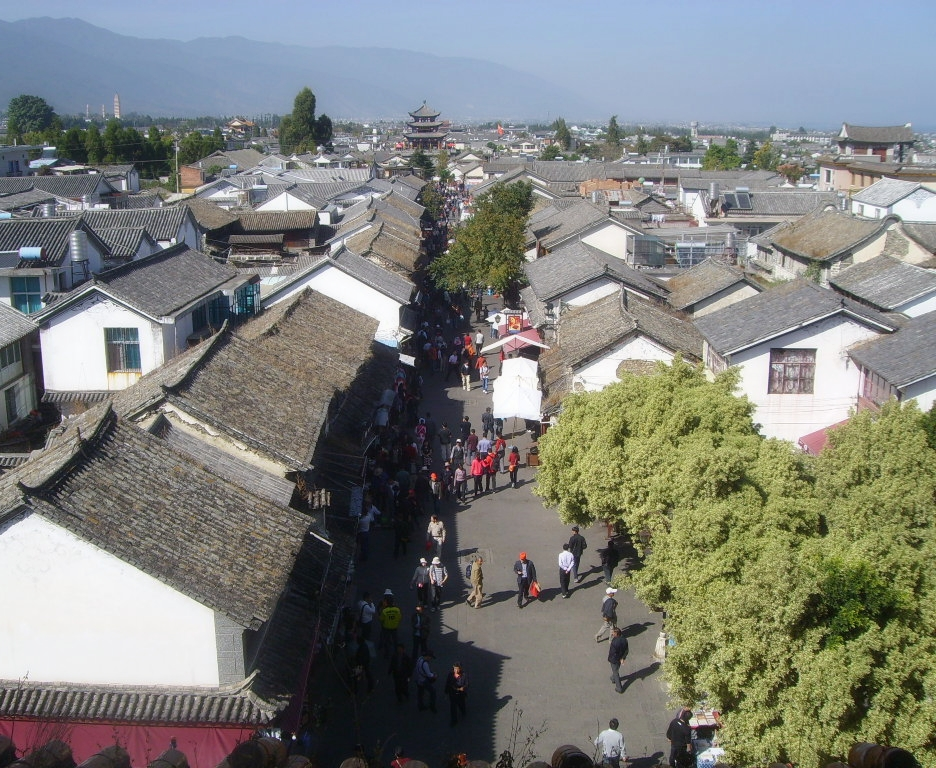
Старе місто Далі, Чуншенська пагода і гора Цаншань

Нове місто (Сягуань), що на південь від старого міста (власне Далі) було відбудоване під час правління імператора Хун'у (1368-1398) Мінської династії.
Старе місто дещо віддалене від нового, і більш спокійне.

## Пам'ятки
Далі - популярне місце туризму, як для китайців, так і для іноземців.
- Далійський музей
- Храм Чуншен
  - Палац бодхісатви Гуаньїнь (перебудований в 1999)
  - Великий дзвін Наньчжао (встановлений в 1997)
  - Три пагоди
  - Джерело метеликів
- Декоративне старе місто для зйомок серіалу «Напівбоги і напівдияволи»
- Історичне місто шасі на древній «Чайній дорозі»

## Транспорт
При місті є аеропорт для місцевих рейсів.
Місто знаходиться на залізниці Куньмін - Ліцзян.

## Фотографії

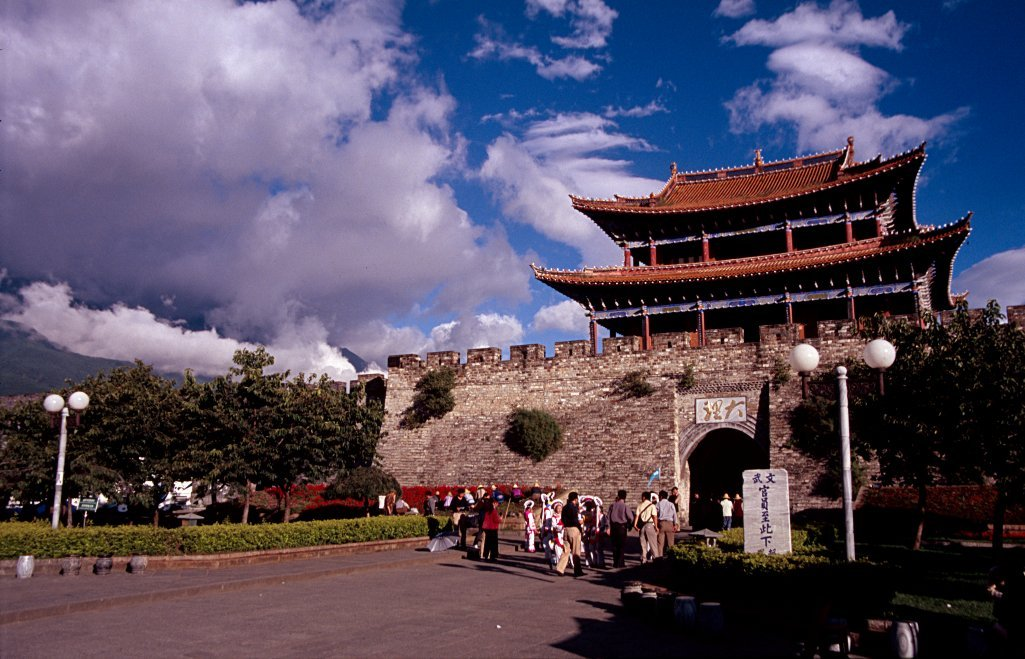
Південні ворота міста
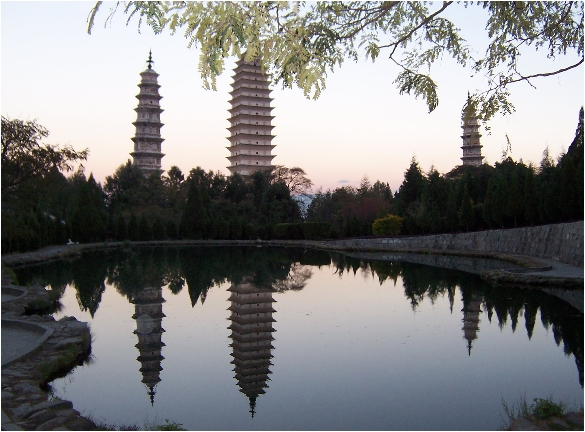
Три пагоди в Далі
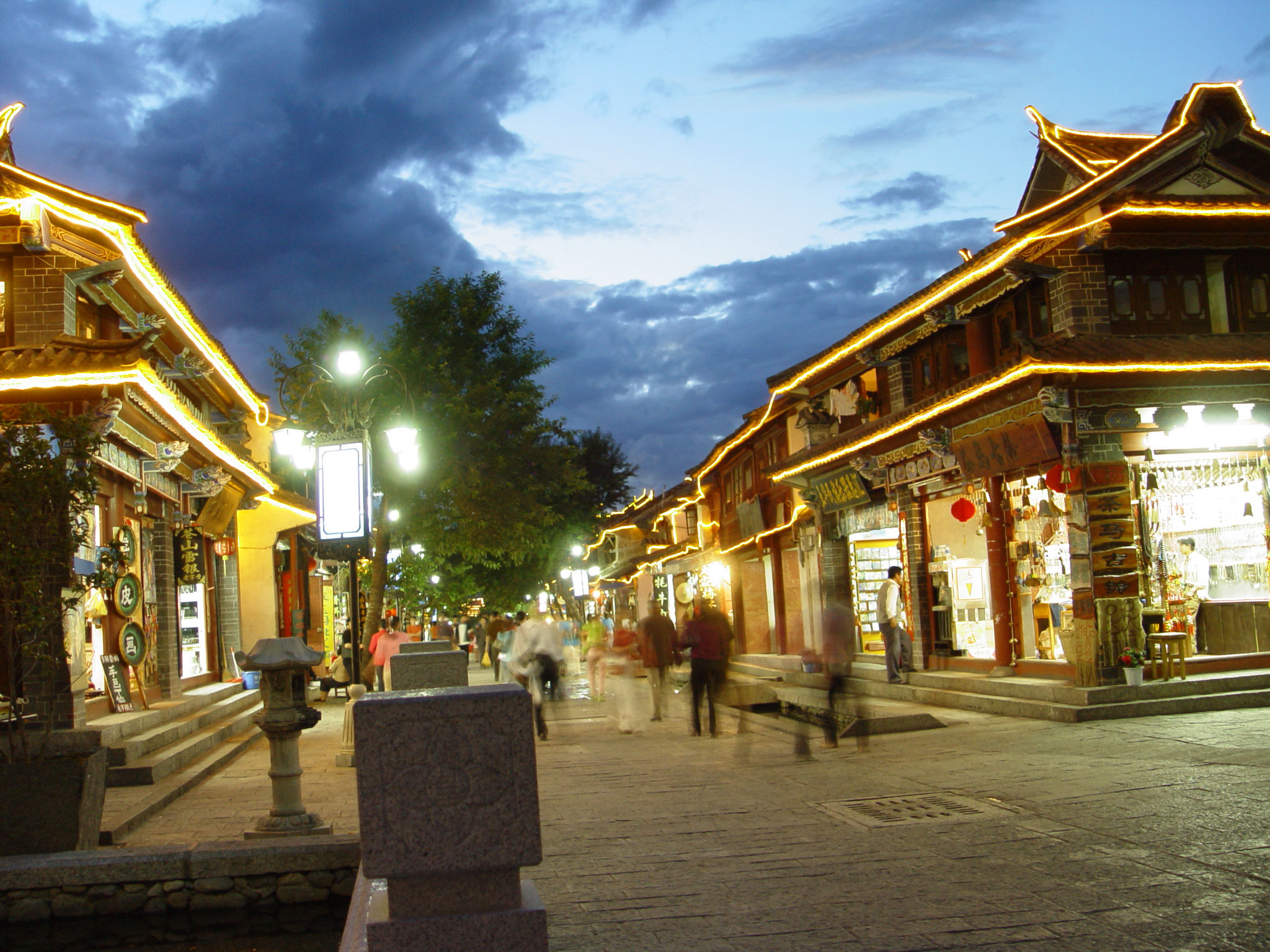
Центр міста ввечері
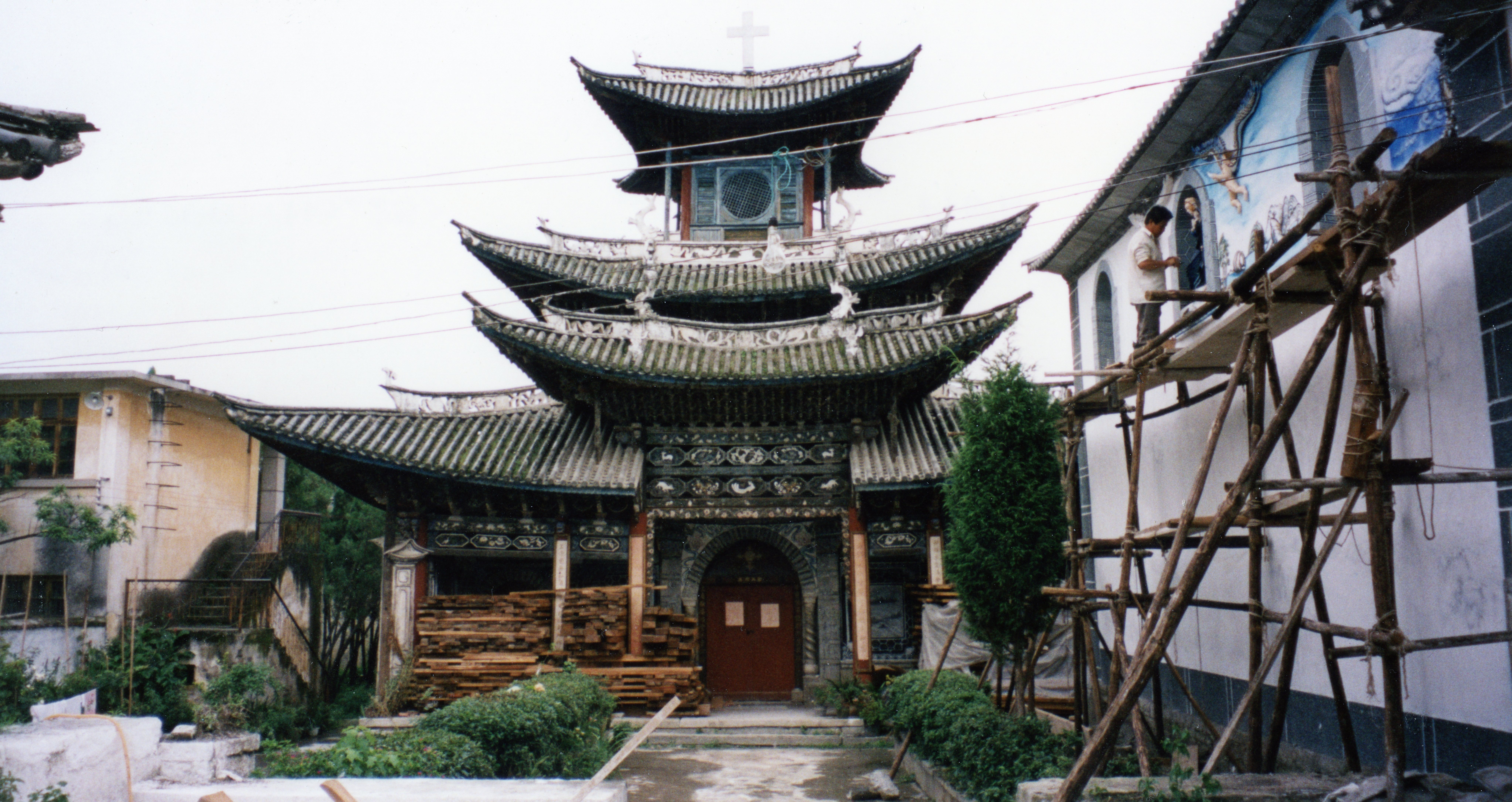
Відновлення храму (1999)
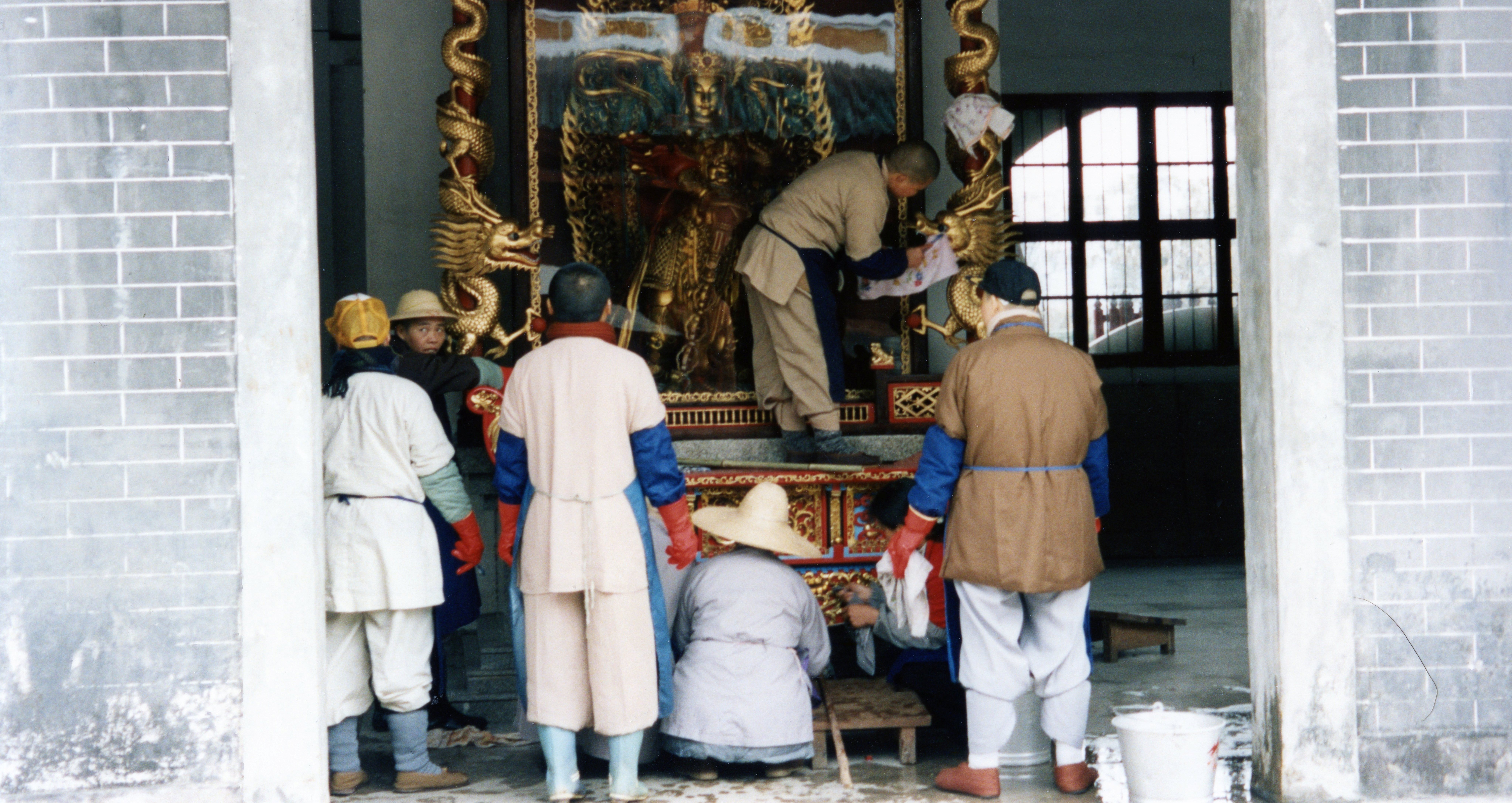
Реставрований вівтар (1999)
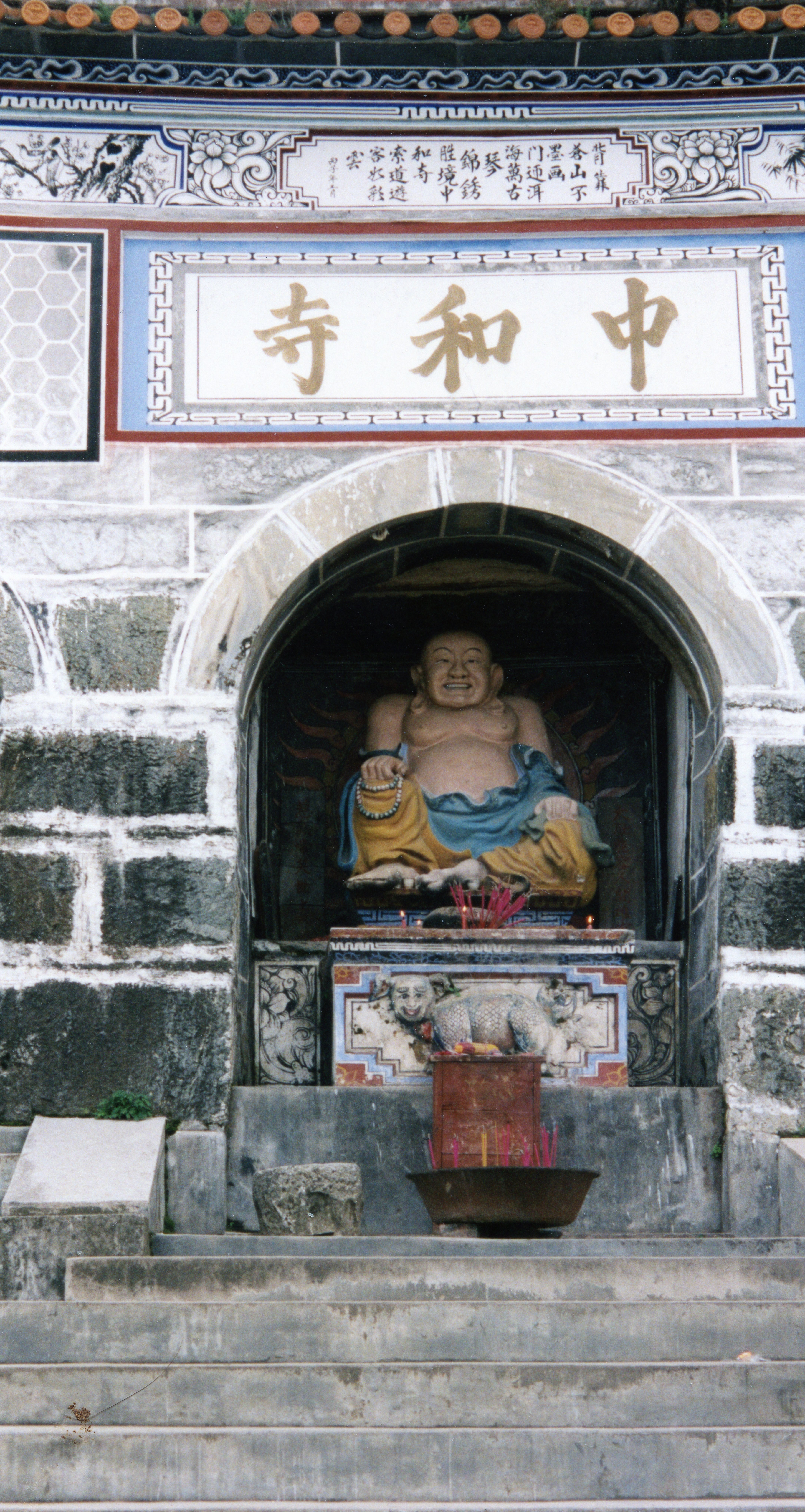
Статуя Будди в Далі (1999)